# Francesco Camarda
Francesco Camarda (Milán, Italia, 10 de marzo de 2008) es un futbolista italiano que juega de delantero en el U. S. Lecce de la Serie A.

## Primeros años
Nació en Milán, Italia. De niño también se interesó por el kickboxing.

## Trayectoria
Comenzó su carrera en la GDS Afforese, una escuela de fútbol de Milán. Durante su estancia en el Afforese, se formó en la academia del equipo profesional A. C. Milán, y pasó a formar parte del club de forma permanente en 2015, tras poco más de un año en el Afforese. En su primer entrenamiento con el A. C. Milán, fue desplegado como defensa, pero tras regatear continuamente a los equipos rivales y marcar, fue trasladado a la ofensiva para jugar como delantero.
Durante su estancia en la academia del A. C. Milán, se consolidó como un prolífico goleador; en un torneo sub-9 celebrado en Viena, Austria, fue retirado por lesión cuando su equipo perdía 2-0 ante el Bayern de Múnich Júnior. Pidió a su entrenador volver al campo, y marcó dos goles y dio una asistencia en la victoria final por 3-2. Su prolífica forma continuó a medida que progresaba en la academia, y llegó a marcar veintidós goles en veinticuatro partidos con el equipo sub-15 del A. C. Milán, a la que condujo al título del Scudetto sub-15.
Con el tiempo, sus hazañas goleadoras llamaron la atención de los medios internacionales, y fue alabado por haber marcado 485 goles en sólo 89 partidos con la cantera del A. C. Milán, una media de 5.45 goles por partido. A los catorce años se entrenó con el equipo sub-19 del A. C. Milan, con el que marcó dos goles en un amistoso contra el Solbiatese, de la Eccellenza.
Debutó profesionalmente el 25 de noviembre del 2023 ante la ACF Fiorentina por la Serie A, convirtiéndose en el futbolista más joven en debutar en toda la historia de la liga por el momento.

## Selección nacional
Ha representado a Italia en las categorías sub-15 y sub-16.

## Estadísticas

### Clubes
Actualizado al último partido disputado el 27 de abril de 2025.
| Club                  | Div.          | Temporada     | Liga  | Liga  | Liga   | Copas nacionales | Copas nacionales | Copas nacionales | Copas internacionales | Copas internacionales | Copas internacionales | Total | Total | Total  |
| Club                  | Div.          | Temporada     | Part. | Goles | Asist. | Part.            | Goles            | Asist.           | Part.                 | Goles                 | Asist.                | Part. | Goles | Asist. |
| --------------------- | ------------- | ------------- | ----- | ----- | ------ | ---------------- | ---------------- | ---------------- | --------------------- | --------------------- | --------------------- | ----- | ----- | ------ |
| A. C. Milan · Italia  | 1.ª           | 2023-24       | 2     | 0     | 0      | 0                | 0                | 0                | 0                     | 0                     | 0                     | 2     | 0     | 0      |
| A. C. Milan · Italia  | 1.ª           | 2024-25       | 9     | 0     | 0      | 0                | 0                | 0                | 4                     | 0                     | 0                     | 13    | 0     | 0      |
| A. C. Milan · Italia  | Total club    | Total club    | 11    | 0     | 0      | 0                | 0                | 0                | 4                     | 0                     | 0                     | 15    | 0     | 0      |
| Milan Futuro · Italia | 3.ª           | 2024-25       | 18    | 5     | 1      | 2                | 2                | 1                | —                     | —                     | —                     | 20    | 7     | 2      |
| Milan Futuro · Italia | Total club    | Total club    | 18    | 5     | 1      | 2                | 2                | 1                | 0                     | 0                     | 0                     | 20    | 7     | 2      |
| Total carrera         | Total carrera | Total carrera | 29    | 5     | 1      | 2                | 2                | 1                | 4                     | 0                     | 0                     | 35    | 7     | 2      |